# Ле (река у Француској)
Лај (фр. Lay) је река у Француској. Дуга је 120 km. Улива се у Атлантски океан. 